# Bobby McNeal
Bobby McNeal (Hobson, 19 gennaio 1891 – 12 maggio 1956) è stato un calciatore inglese, di ruolo centrocampista.

## Carriera

### Club
Giocò per tutta la carriera nel West Bromwich Albion, con cui vinse il titolo inglese nel 1919-1920.

### Nazionale
Nel 1914 ha giocato 2 partite nella nazionale inglese.

## Palmarès

### Club

#### Competizioni nazionali
- Campionato inglese: 1

West Bromwich: 1919-1920
- Charity Shield: 1

West Bromwich: 1920